# 清新区
清新区（せいしんく）は中華人民共和国広東省清遠市に位置する市轄区。

## 歴史
1988年1月7日、清遠県が廃止となり地級市の清遠市が成立した際、清遠県域には清城区及び清郊区の2市轄区が設置された。1992年、清郊区が清新県と改編された。2014年、清新区と改編された。

## 行政区画
下部に8鎮を管轄する
- 太和鎮、太平鎮、山塘鎮、三坑鎮、竜頚鎮、禾雲鎮、浸潭鎮、石潭鎮